# Краснов, Фёдор Иванович
Фёдор Иванович Краснов (24 сентября 1916 — 1975) — Участник Великой Отечественной войны, шофёр автоколонны № 1109 Главного Ленинградского управления автомобильного транспорта Министерства автомобильного транспорта и шоссейных дорог РСФСР. Герой Социалистического Труда (05.10.1966).

## Биография
Родился 24 сентября 1916 года на современной территории современной Ленинградской области в семье рабочего.
В 1920 году семья переехала в город Петроград (с 1924 года — Ленинград, с 1991 года — Санкт-Петербург). После окончания семилетней школы поступил в учебно-производственный комбинат обувной «Скороход». Затем работал на этом предприятии фрезеровщиком. После окончания курсов шоферов трудился во 2-м грузовом автопарке.
В годы Великой Отечественной войны и блокады Ленинграда водил машины по Ладожскому озеру — «Дороге жизни». В 1945 году вступил в ВКП(б).
После войны вернулся в свой автопарк, который к этому времени именовался автоколонной № 1109 Ленинградского управления автомобильного транспорта. Первым начал водить автопоезда со строительными материалами. Заботился об исправности агрегатов, об экономии топлива, активно участвовал в социалистических соревнованиях, являлся рационализатором и наставником.
Указом Президиума Верховного Совета СССР от 5 октября 1966 года за выдающиеся успехи, достигнутые в выполнении заданий семилетнего плана по перевозкам народнохозяйственных грузов и пассажиров, строительству, ремонту и содержанию автомобильных дорог, Краснову Фёдору Ивановичу присвоено звание Героя Социалистического Труда с вручением ордена Ленина и золотой медали «Серп и Молот».
Трудился в автоколонне до выхода на заслуженный отдых.
Трижды избирался депутатом Ленинградского городского Совета.
Жил в Ленинграде (ныне — Санкт-Петербург). Умер в 1975 году. Похоронен на Северном кладбище.

## Награды
- Золотая медаль «Серп и Молот» (05.10.1966)
- Орден Ленина (05.10.1966)
- Орден «Знак Почёта» (21.06.1957)
- Медаль «За оборону Ленинграда»
- Медаль «За трудовую доблесть»  (26.04.1963)
- Медаль «В ознаменование 100-летия со дня рождения Владимира Ильича Ленина» (6 апреля 1970)
- Медаль «За победу над Германией в Великой Отечественной войне 1941—1945 гг.» (9 мая 1945)
- Юбилейная медаль «Двадцать лет Победы в Великой Отечественной войне 1941—1945 гг.» (7 мая 1965[2])
- Медаль «Ветеран труда»
- Медаль «30 лет Советской Армии и Флота»[3]
- Юбилейная медаль «40 лет Вооружённых Сил СССР»[4]
- Юбилейная медаль «50 лет Вооружённых Сил СССР» (26 декабря 1967[5])
- Знак МО СССР «25 лет Победы в Великой Отечественной войне» (24 апреля 1970)

## Память
- На могиле установлен надгробный памятник.
- Его имя увековечено в Главном Храме Вооружённых сил России, и навсегда запечатлено на мемориале «Дорога памяти»